# Il Popolo d'Italia
Il Popolo d'Italia (en español: «El pueblo de Italia») fue un periódico italiano, de publicación diaria, que se editó en Milán entre 1914 y 1943. Fundado por Benito Mussolini, durante el régimen fascista se convirtió en una de las principales publicaciones de Italia y ejerció como órgano de expresión personal del dictador. Dejó de editarse en julio de 1943.

## Historia
El diario fue fundado en noviembre de 1914, en Milán, por el político y sindicalista Benito Mussolini.
Mussolini, que había sido director de Avanti! —órgano oficial del Partido Socialista Italiano—, se había mostrado partidario de la entrada de Italia en la Primera Guerra Mundial y tras quedar en minoría en el seno del Partido Socialista resolvió abandonar la dirección de Avanti!. Tras ello decidió fundar un nuevo diario, Il Popolo d'Italia. Su primer número salió a la calle el 15 de noviembre de 1914. La nueva publicación estuvo financiada por el gobierno francés, los grandes industriales italianos y por empresas como Fiat. No tardó en adoptar una línea editorial abiertamente partidaria de entrar en la guerra, presionando directamente al propio gobierno italiano.
Desde 1922 el diario, que ya había adoptado una línea editorial netamente fascista, se convirtió en el portavoz oficial del régimen fascista.
En 1922, cuando Mussolini abandonó la dirección del diario, dejaría está a cargo de su hermano menor Arnaldo. Cuando este muera en 1931 el dictador dispuso que fuera el hijo de Arnaldo, Vito, el nuevo director del diario —que mantendría el cargo durante los siguientes años—. Entre 1936 y 1943 el diario fue dirigido por Giorgio Pini, quien apoyaría activamente la campaña antisemita emprendida por el Estado fascista durante esos años.
El diario dejó de editarse el 25 de julio de 1943, coincidiendo con la caída del régimen. Un grupo de manifestantes llegó a apedrear la sede del periódico. No se volvería editar tras la instauración de la República Social Italiana por decisión del propio Mussolini. En noviembre de 1944 la maquinaria y las instalaciones de Il Popolo d'Italia fueron vendidas al industrial milanés Gian Riccardo Cella por setenta y cinco millones de liras. El destino de los archivos del periódico, sin embargo, sigue siendo un misterio.

## Colaboradores
| - Michele Bianchi - Nicola Bonservizi - Filippo Corridoni - Lido Caiani - Giovanni Capodivacca - Alceste de Ambris - Ottavio Dinale - Giacomo di Belsito | - Luigi Freddi - Mario Girardon - Manlio Morgagni - Ugo Marchetti - Angelo Oliviero Olivetti - Piero Parini - Massimo Rocca - Arturo Rossato | - Maria Rygier - Margherita Sarfatti - Gaetano Serrani - Scipio Slataper - Luigi Somazzi - Roberto Suster - Giuseppe Ungaretti |